# Strückhausen
Strückhausen ist ein Ortsteil der Gemeinde Ovelgönne im niedersächsischen Landkreis Wesermarsch. Der Ort liegt südwestlich des Kernortes Ovelgönne. Nördlich verläuft die Landesstraße L 855, westlich die L 886 und südlich die B 211.

## Verkehr
Mit den Stationen Ovelgönne, Strückhausen, Oldenbrok und Großenmeer war das heutige Gemeindegebiet von 1896 bis 1976 an die mittlerweile stillgelegte Bahnstrecke Oldenburg–Brake angeschlossen.